# Didier FLE
 (août 2022).
Si vous disposez d'ouvrages ou d'articles de référence ou si vous connaissez des sites web de qualité traitant du thème abordé ici, merci de compléter l'article en donnant les références utiles à sa vérifiabilité et en les liant à la section « Notes et références ».
Didier Français langue étrangère ou plus couramment Didier FLE est l'ensemble du catalogue des Éditions Didier et des Éditions Hatier consacré à l'enseignement du français langue étrangère (FLE) et à la formation des enseignants de FLE.
Didier FLE est l'éditeur officiel de la Commission nationale du diplôme d'études en langue française (DELF) et du diplôme approfondi de langue française (DALF), du test de connaissance du français (TCF) et de la Commission nationale du diplôme initial de langue française (DILF).

## Ouvrages notables
- L'Atelier[1]
- Bonne Nouvelle ![2]
- Édito[3],[4],[5] et Le Nouvel Édito[6]

Didier FLE est également l'éditeur français des outils du Conseil de l'Europe « Cadre européen commun de référence pour les langues » et « Portfolios », qui s'adressent aux enseignants, aux responsables de l'enseignement et aux apprenants.